# Juan José Ramírez Mascaró
Juan José Ramírez Mascaró (4 de marzo de 1979) es un director de cine español. 

## Biografía
Licenciado en Comunicación Audiovisual por la Universidad Complutense de Madrid y la Universidad Francisco de Vitoria.
Es uno de los tres miembros fundadores de Producciones bajo la lluvia, S.L. Tras dirigir y codirigir varios cortometrajes, tanto en animación como en imagen real, debuta con el largometraje Gritos en el pasillo, una producción de Producciones Bajo la Lluvia y Perro Verde Films, con la que obtiene una enorme repercusión en los medios, inclusive en el Festival de Cine de Cannes.[cita requerida]
Actualmente se encuentra escribiendo y dirigiendo su siguiente largometraje: Zombie Western. Una producción hispano-danesa con marionetas y elementos fantásticos y gores. 
Trabaja en el equipo de guionistas de José Mota.

## Filmografía
- Gritos en el pasillo (2007)
- Zombie Western: la leyenda del carnicero oscuro (2008)
- Pixel Theory (2013)

- Datos: Q5687392
- Multimedia: Juanjo Ramírez Mascaró / Q5687392